# Sassountsi David
Sassountsi David (David van Sassoun) (Armeens: Սասունցի Դավիթ) is een metrostation in de Armeense hoofdstad Jerevan. Het station is vernoemd naar David van Sassoun, de held uit de Waaghalzen van Sassoun, een epos uit de achtste eeuw, wiens standbeeld op het plein voor het station staat.
Het bovengronds metrostation was een van de eerste vier metrostations op Lijn 1 van de metro van Jerevan. De bouw van de metrolijn werd gestart in 1972 en het eerste segment van 7,6 kilometer werd geopend op 7 maart 1981.
Het metrostation is een van de twee enige bovengrondse stations in Jerevan en is via een voetgangerstunnel verbonden met het centrale treinstation van Jerevan. De roltrappen leiden naar een hal, versierd met bas-reliëfs die het oude Armeense heldhaftige epos van "Sassountsi David" uitbeelden.

## Fotogalerij

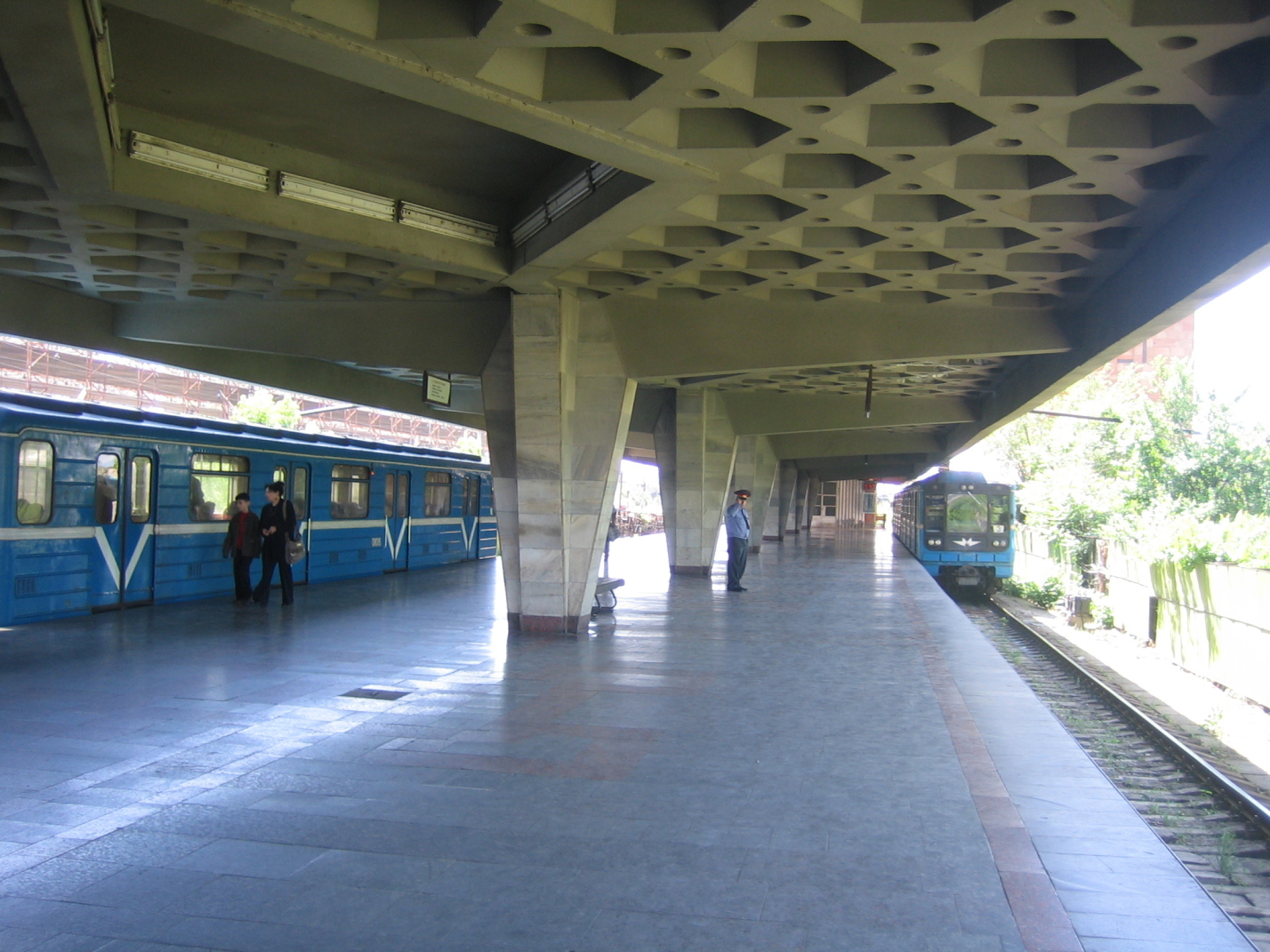
Perron
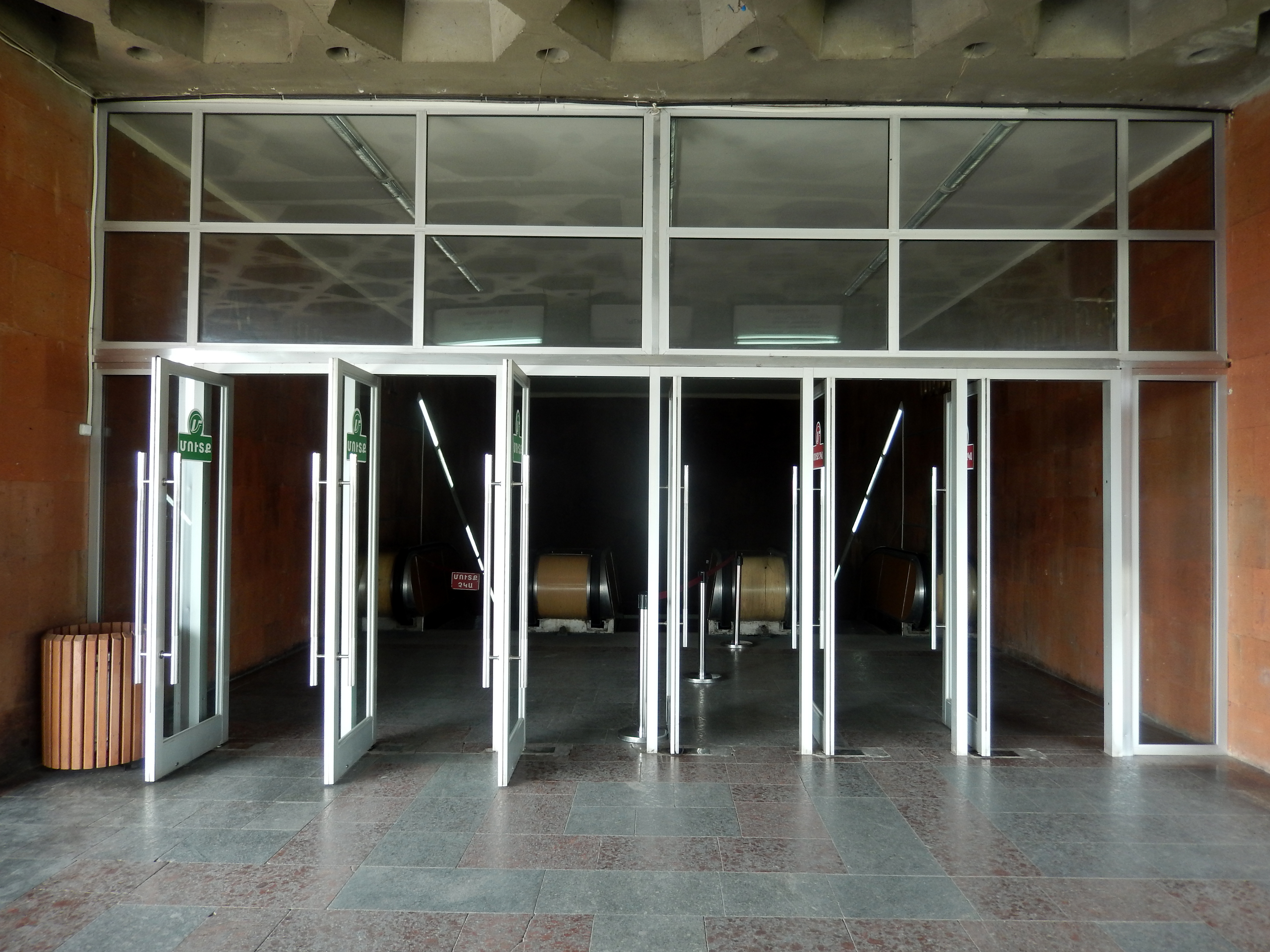
ingang metrostation
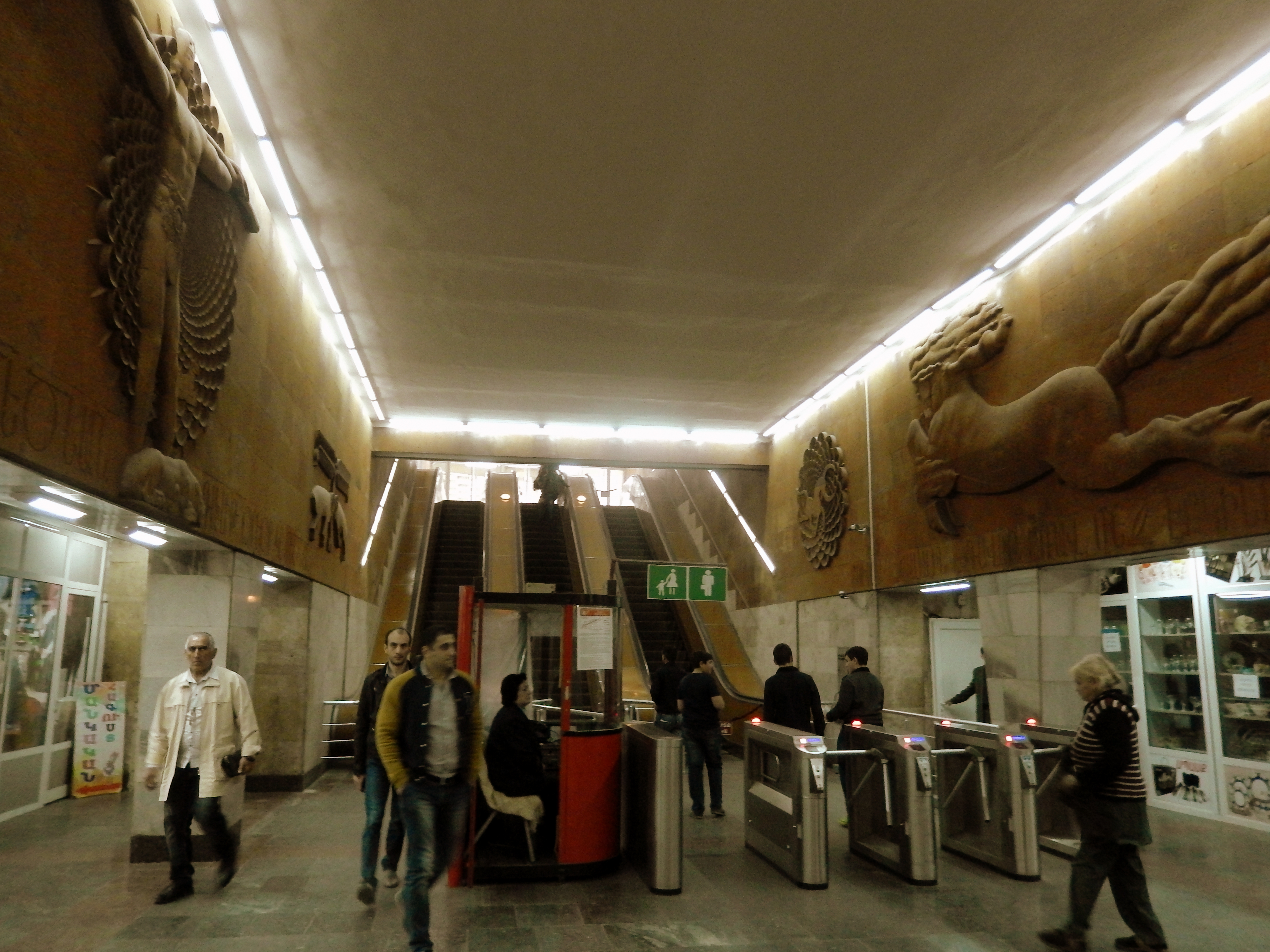
Roltrappen naar het metrostation